# Wolfgang Ambros
Wolfgang Ambros (Wolfsgraben, 19 marzo 1952) è un cantante, chitarrista e musicista austriaco.

## Biografia
Artista musicale la cui carriera musicale spazia tra pop e rock, ha debuttato giovanissimo nel 1971 col singolo in dialetto viennese Da Hofa, conquistando subito il primo posto nelle hit austriache e ottenendo grande successo anche in molti altri Paesi europei. L'anno successivo ha pubblicato Alles Andere Zählt Net Mehr, il suo primo album. Tra i più prolifici cantanti del suo Paese, si è reso noto anche per Wie Im Schlaf, l'album inciso nel 1978, contenente cover del repertorio di Bob Dylan. Nel 1983 ha duettato con André Heller in Für immer jung. Ha effettuato tour di successo con la propria band, denominata "No. 1 vom Wienerwald". Nel 1991 è uscito Watzmann Live , concept album ricavato dal radiodramma  Der Watzmann ruft, composto anni prima da Joesi Prokopetz, il coautore di Da Hofa. Dal 1997 al 2007 è stato membro di Austria 3, supergruppo formato con altre due grandi glorie della musica austriaca, Rainhard Fendrich e Georg Danzer, pur continuando a incidere album da solista.

## Vita privata
È stato sposato una prima volta dal 1972 all'inizio degli anni ottanta. Dal secondo matrimonio è nato un figlio maschio, Matthias. Il cantante ha anche due figli gemelli - un maschio e una femmina, Sebastian e Rosalie - nati dalla relazione con una donna cui è stato legato sentimentalmente dal 2004 al 2013. Vive con la terza moglie (da lui sposata nel 2017) in Tirolo.

## Discografia

### Album in studio
- 1972 – Alles Andere Zählt Net Mehr
- 1973 – Eigenheiten
- 1976 – Es Lebe Der Zentralfriedhof
- 1976 – 19 Class A Numbers
- 1977 – Hoffnungslos
- 1978 – Wie Im Schlaf (Lieder Von Bob Dylan - Gesungen Von W. Ambros)
- 1979 – Nie Und Nimmer
- 1980 – Weiß Wie Schnee
- 1981 – Selbstbewusst
- 1983 – Der Letzte Tanz
- 1984 – Der Sinn Des Lebens
- 1985 – No. 13
- 1987 – Gewitter
- 1989 – Mann Und Frau
- 1990 – Stille Glut
- 1992 – Äquator
- 1994 – Wasserfall
- 1996 – Verwahrlost Aber Frei
- 1999 – Voom Voom Vanilla Camera
- 2000 – Nach Mir Die Sintflut - Ambros Singt Waits
- 2003 – Namenlos
- 2005 – Der Alte Sünder - Ambros Singt Moser (songs by Hans Moser - sung by W. Ambros with the Ambassade Orchester Wien)
- 2006 – Steh Grod

### Album live
- 1979 – Live ...auf ana langen finstern Strassn (4 LPs)
- 1983 – Ambros + Fendrich Open Air
- 1986 – Selected Live (2 CDs)
- 1987 – Gala Concert
- 1991 – Watzmann Live (2 CDs with 25 Tracks; Re-Release, 2005, 2 CDs with 40 Tracks)
- 1997 – Verwahrlost Aber Live
- 2002 – Hoffnungslos Selbstbewusst
- 2007 – Ambros Pur! (Duo Konzert mit G. Dzikowski - Live aus der Kulisse/Wien (DVD)

### Singoli
- 1971 – Da Hofa
- 1972 – Kagran
- 1973 – Tagwache
- 1973 – I drah zua
- 1974 – A Mensch mecht i bleib´n
- 1975 – Zwickt's mi
- 1975 – Gö da schaust
- 1976 – Baba und foi ned
- 1976 – Hoit da is a Spoit
- 1976 – Schifoan
- 1977 – Die Blume aus dem Gemeindebau
- 1979 – Nie und nimmer
- 1981 – Frage der Zeit
- 1983 – Sei ned bled
- 1983 – Für immer jung (with Andre Heller)
- 1984 – S Naserl
- 1985 – Kumm ma mit kane Ausreden mehr
- 1985 – Geplante Zukunft (Live)
- 1985 – Warum? (Austria für Afrika)
- 1986 – Langsam wachs ma zamm
- 1986 – Mamma
- 1987 – Du und i (with Friedrich Gulda)
- 1987 – Gewitter
- 1987 – V.I.P.
- 1987 – I bins ned
- 1988 – Rukuruku Bay
- 1989 – Idealgewicht
- 1989 – Erste große Liebe
- 1991 – Abwärts und bergauf
- 1992 – Die Gailtalerin
- 1992 – Der Himmel soll noch warten
- 1992 – Ich bin bei dir
- 1992 – Bleib bei mir
- 1992 – Richtung Süden
- 1993 – Das Duell
- 1994 – I denk an di
- 1994 – Alt und Jung
- 1995 – Der bessere gewinnt!
- 1996 – Verwahrlost aber frei
- 1997 – Open House
- 1999 – Herz aus Gold
- 1999 – Ich lieb Dich überhaupt nicht mehr
- 2001 – Weihnachten wie immer